# Кумлия
Кумлия или Кумли (на гръцки: Αμμουδιά, Амудия, до 1926 година Κουμλή, Кумли) е село в Гърция, Егейска Македония, в дем Долна Джумая (Ираклия), област Централна Македония. Според преброяването от 2001 година селото има 1124 жители.

## География
Селото е разположено на 24 километра северозападно от град Сяр (Серес) и на 9 километра северозападно от Просеник (Скотуса).

## История

### Етимология
Според Йордан Н. Иванов името е от турското kumlu, производно от kum, пясък. Името е свързано с пясъчните наноси около селото.

### В Османската империя
През XIX век и началото на XX век, Кумлия е село, числящо се към Демирхисарската каза на Османската империя. Александър Синве („Les Grecs de l’Empire Ottoman. Etude Statistique et Ethnographique“), който се основава на гръцки данни, в 1878 година пише, че в Кумбли (Koumbly), Мелнишка епархия, живеят 420 гърци. В „Етнография на вилаетите Адрианопол, Монастир и Салоника“, издадена в Константинопол в 1878 година и отразяваща статистиката на населението от 1873, Кушлий (Kouchlii) е посочено като село със 105 домакинства, като жителите му са 50 мюсюлмани и 270 българи.
През 1891 година Георги Стрезов пише:
| „ | Кумли, село и чифлик на Ю от Валовища 1 час до Струма. Всички земледелци. 10 къщи турски със 120 български. Има гръцка църква и гръцко училище с около 30 ученика. | “ |

Според статистиката на Васил Кънчов („Македония. Етнография и статистика“) от 1900 година Кумлия брои 750 жители българи, 150 турци и 45 цигани.
Всички християни от Кумлия са под ведомството на Българската екзархия. По данни на секретаря на Екзархията Димитър Мишев („La Macédoine et sa Population Chrétienne“) през 1905 година в селото живеят 640 българи-екзархисти.
При избухването на Балканската война в 1912 година двама души от Кумлия са доброволци в Македоно-одринското опълчение.

### В Гърция
През войната селото е освободено от българската армия, но след Междусъюзническата война Кумлия попада в Гърция. Част от населението му се изселда в България и на мястото на изселилите се българи са настанени гърци бежанци. Според преброяването от 1928 година Кумлия е смесено местно-бежанско село с 30 бежански семейства и 103 души бежанци. В 1926 година името е преведено на гръцки като Амудия – kumlu на турски означава пясък, а αμμουδιά на гръцки – песъчиво място.
| Име                        | Име        | Ново име    | Ново име    | Описание                 |
| -------------------------- | ---------- | ----------- | ----------- | ------------------------ |
| Марковица                  | Μορκοβίτσα | Тригонон    | Τρίγωνον    | местност на Ю от Кулмия  |
| Асанка                     | Άσάνκα     | Платома     | Πλάτωμα     | местност на ЮИ от Кулмия |
| Мисир Търласи или Месирали | Μεσίραλι   | Каламбокиес | Καλαμποκιές | ниви на СЗ от Кумлия     |
| Чаутка                     | Τσαούτκα   | Ставродроми | Σταυροδρόμι |                          |
| Горни Азмак                | Άνω Άσμάκι | Хорисма     | Χώρισμα     |                          |

## Личности
Родени в Кумлия
- Апостол Митев (Митов, 1881/1882 – ?), македоно-одрински опълченец, Кукушката чета, 3 рота на 14 воденска дружина[13]
- Димо Митев, македоно-одрински опълченец, 1 рота на 9 велешка дружина, ранен на 7 ноември 1912 година[14]
- Христос Пападопулос, гръцки андарт[15]